# إفريقيا الجنوبية
إفريقيا الجنوبية هي المنطقة الجنوبية من إفريقيا وتضم 13 دولة. وهي منطقة غنية بالمعادن الثمينة كالذهب والألماس واليورانيوم حيث أنشئت مناجم لاستخراجها في دولة جنوب إفريقيا. تعتبر المنطقة من أكبر المناطق المعرضة للنمو الديموغرافي حيث تشهد ما يقارب الأربعين مليون فقير مما أدى إلى قلة التعليم وكثرة الأُميين في بعض دولها فمعضم دولها تنتمي إلى العالم الثالث، بإستثناء جنوب إفريقيا التي تعتبر من دول البريكس وهي الدول صاحبة أسرع نمو اقتصادي بالعالم. تبلغ مساحة إفريقيا الجنوبية 2.693.418 كم² بعدد سكان يصل إلى 50.391.365 نسمة.

## التاريخ

### أشهر الممالك

#### مملكة مابونغوبوي
مملكة مابونغوبوي (نحو العام 1075–1220) هي مملكة من العصور الوسطى تأسست في جنوب إفريقيا عند ملتقى نهري شاشي وليمبوبو جنوب زيمبابوي العظمى. اسم المملكة مشتق من إحدى اللغتين الكالانغية أو الفيندية. وكانت المملكة في المرحلة الأولى من عملية تطور توجت في النهاية بتأسيس مملكة زيمبابوي في القرن الثالث عشر، استمر وجود مملكة مابونغوبوي نحو 80 سنة.

#### مملكة زيمبابوي
كانت مملكة زيمبابوي (حوالي 1000-1450) مملكة من العصور الوسطى تقع في زيمبابوي. وكانت عاصمتها، زمبابوي العظمى، وجاءت هذه المملكة بعد انهيار مملكة مابونغوبوي.

#### مملكة موتابا
مملكة موتابا (حوالي 1430 – 1760) هي مملكة نشأت في جنوب إفريقيا في القرن الخامس عشر وامتدت بين نهري زيمبيزي وليمبوبو في الدول المعاصرة زيمبابوي وموزمبيق.

#### سلالة طروا
كانت سلالة تولوا هي الأسرة الحاكمة مملكة بوتوا التي نشأت من انهيار زيمبابوي العظمى في القرنين السادس عشر والسابع عشر. ة استقرت سلالة تولوافي مدينة خامي الحجرية من 1450 إلى 1683.

#### إمبراطورية روزوي
تأسست إمبراطورية روزفي (1684-1889) على هضبة زيمبابوي بواسطة تشانغامير دومبو. ويشير مصطلح «روزفي» إليهم كدولة محاربة.

#### مملكة الزولو

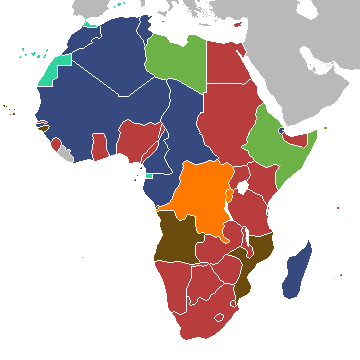
إيطاليا
بلجيكا
إسبانيا
بريطانيا
فرنسا
البرتغال

مملكة الزولو، كانت مملكة في إفريقيا الجنوبية امتدت على طول ساحل المحيط الهندي من نهر توجيلا في الجنوب إلى نهر بونغولا في الشمال.
توسّعت المملكة لتسيطر على معظم ما يُعرف اليوم باسم كوازولو ناتال. وفي عام 1879، غزتها الإمبراطورية البريطانية وبدأت الحرب الإنجليزية الزولوية. وبعد النصر الأولي الذي حقّقه الزولو في معركة إيساندلوانا في يناير، أعاد الجيش البريطاني تجميع صفوفه وهزم الزولو في يوليو في معركة أولوندي. دُمجت المنطقة في مستعمرة ناتال وأصبحت فيما بعد جزءًا من اتحاد جنوب إفريقيا.

#### مملكة ميرينا
مملكة ميرينا أو مملكة مدغشقر، (1540 – 1897 تقريبًا)، هي إحدى ممالك إفريقيا قبل الاستعمار، وكانت تقع قبالة ساحل جنوب شرق افريقيا وهيمنت بحلول القرن التاسع عشر على معظم ما يُعرف الآن بمدغشقر. وقد انبثقت من إيميرينا، وهي منطقة المرتفعات الوسطى التي كانت تسكنها في الأصل مجموعة الميرنا الإثنية، المركزية وكانت عاصمتها الروحية أمبوهيماناغا، كان ملوك وملكات ميرينا الذين حكموا مدغشقر العظمى في القرن التاسع عشر منحدرين من نسل طويل من ملكية ميرينا المتوارثة البادئة بأندريامانيلو، وهو من يُعزى إليه عادة تأسيس إيميرينا في عام 1540.

### الاستعمار
في عام 1487، أصبح بارتولوميو دياس أول أوروبي يصل إلى أقصى جنوب إفريقيا. في عام 1652، تم إنشاء محطة في رأس الرجاء الصالح من قبل جان فان ريبيك بالنيابة عن شركة الهند الشرقية الهولندية. ثم أستولت بريطانيا على المنطقة في عام 1795، ثم تمت إعادتها لاحقًا إلى الهولنديين في عام 1803، ولكن بعد فترة وجيزة أعلنت شركة الهند الشرقية الهولندية إفلاسها، وضم البريطانيون مستعمرة كيب في عام 1806.
جميع دول إفريقيا الجنوبية كانت مستعمرة من قبل بريطانيا، ماعد أنغولا التي كانت مستعمرة من قبل البرتغال، ومدغشقر التي كانت مستعمرة من قبل فرنساز

خريطة متحركة تظهر ترتيب استقلال الدول الإفريقية، 1950-2011

### الاستقلال
خلال الخمسينيات وأوائل الستينيات من القرن الماضي، حصلت معظم دول إفريقيا جنوب الصحراء على استقلالها من الحكم الاستعماري.

## المناخ
تتميز إفريقيا الجنوبية ب:
- المناخ الصحراوي السائد
- البيئة الصحراوية بسبب المناخ

كل هذا أدى إلى نقص الإنتاج الغدائي فمعظم دولها يعتمد على استيراد الحبوب من الدول الخارجية. وهذه الدول تعاني من الفقر لذا فتسجل نسبة كبيرة من الوفيات.

إفريقيا الجنوبية باللون الأخضر

## قائمة الدول
| البلد        | العاصمة                                                        | المساحة (كم2) | عدد السكان | اللغات الرسمية                                |
| ------------ | -------------------------------------------------------------- | ------------- | ---------- | --------------------------------------------- |
| جنوب إفريقيا | بريتوريا (العمومية) بلومفونتين (القضائية) كيب تاون (التشريعية) | 1,221,037     | 58,558,270 | الإنجليزية، الأفريقانية                       |
| أنغولا       | لواندا                                                         | 1.246.700     | 31,825,295 | البرتغالية                                    |
| بوتسوانا     | غابورون                                                        | 581,730       | 2,303,697  | إنجليزية، ستسوانا                             |
| جزر القمر    | موروني                                                         | 1862          | 850,886    | العربية، القمرية، الفرنسية                    |
| ليسوتو       | ماسيرو                                                         | 30,355        | 2,125,268  | السوثوية، الانجليزية                          |
| ملاوي        | ليلونغوي                                                       | 118,484       | 18,628,747 | الانجليزية                                    |
| موريشيوس     | بورت لويس                                                      | 2040          | 1,265,711  | الإنجليزية، فرنسية، كريولية                   |
| موزمبيق      | مابوتو                                                         | 801590        | 30,366,036 | البرتغالية                                    |
| ناميبيا      | ويندهوك                                                        | 825615        | 2,494,530  | الانجليزية                                    |
| إسواتيني     | لوبامبا                                                        | 17364         | 1,148,130  | الإنجليزية، السوازية                          |
| زامبيا       | لوساكا                                                         | 752,618       | 17,861,030 | الانجليزية                                    |
| زيمبابوي     | هراري                                                          | 390,757       | 14,645,468 | الإنجليزية، ولغة الشونا، والنديبيلية الشمالية |

### أراضي متمتعة بحكم ذاتي
- تحت سيادة فرنسا في المحيط الهندي:
  -  لا ريونيون (أقاليم ما وراء البحار)
  -  مايوت (أقاليم ما وراء البحار)
- تحت سيادة المملكة المتحدة في المحيط الأطلسي:
  -  سانت هيلينا وأسينشين وتريستان دا كونا (أقاليم ما وراء البحار البريطانية)

## الاقتصاد
تتميز المنطقة عن بقية إفريقيا ببعض صادراتها الرئيسية ومنها البلاتين والألماس والذهب والنحاس والكوبالت واليورانيوم، لكنها متشابهة من حيث أنها تشترك في بعض مشكلات باقي القارة.  اليوم الفقر، الفساد، والإيدز من أكبر العوامل التي تعوق النمو الاقتصادي. وتعد جنوب إفريقيا القوة المهيمنة في المنطقة.
بشكل عام، تهيمن قطاعات التعدين والزراعة والسياحة على اقتصادات دول افريقيا الجنوبية، باستثناء جنوب إفريقيا التي تتمتع بقطاع مالي ناضج ومزدهر وقطاع التجزئة وقطاع البناء.

## البيئة
لدي إفريقيا الجنوبية مجموعة متنوعة واسعة من المناطق الإيكولوجية بما في ذلك الأراضي العشبية، بوشفيلد، السافانا والمناطق المتشاطئة. وعلى الرغم من حدوث اضطراب كبير في بعض المناطق من فقدان الموائل بسبب الزيادة السكانية أو التنمية، لا تزال هناك أعداد كبيرة من أنواع الحياة البرية المختلفة، بما في ذلك وحيد القرن الأبيض، والأسد،  النمر الإفريقي، والإمبالا، والكودو، قرد الفرفت والفيلة.

## الزراعة والأمن الغذائي
بعض العوامل الرئيسية التي تؤثر على الأمن الغذائي داخل المناطق بما في ذلك عدم الاستقرار السياسي، وسوء الإدارة، والجفاف، والنمو السكاني، والتحضر، والفقر، والنمو الاقتصادي المنخفض، والسياسات الزراعية غير الملائمة، وشروط وأنظمة التجارة، وتدهور الموارد، والزيادة الأخيرة في الإيدز.
لوحظ الأمن الغذائي الحضري كمجال ناشئ للقلق في المنطقة، حيث أظهرت البيانات الحديثة مستويات عالية من انعدام الأمن الغذائي بين الأسر ذات الدخل المنخفض. في دراسة شملت 11 مدينة في تسعة بلدان: بلانتير، كيب تاون، غابورون، هراري، جوهانسبرغ، لوساكا، مابوتو، مانزيني، ماسيرو، مسندوزي وويندهوك، تم تصنيف 17٪ فقط من الأسر على أنها «آمنة غذائياً» في حين وجد أن أكثر من نصف (57٪) الأسر التي شملها المسح تعاني من «انعدام شديد للأمن الغذائي».
وتشمل بعض العوامل التي تؤثر على انعدام الأمن الغذائي في المناطق الحضرية تغير المناخ مع التأثير المحتمل على الإنتاجية الزراعية، والهجرة من الريف إلى الحضر، والبطالة، والفقر. وتتميز قضية انعدام الأمن الغذائي بشكل عام وانعدام الأمن الغذائي في المناطق الحضرية على وجه الخصوص في المنطقة أيضًا بزيادة استهلاك الأطعمة السريعة ذات السعرات الحرارية العالية والأطعمة المصنعة مما يؤدي إلى زيادة محتملة في وجود سوء التغذية والأمراض المزمنة المرتبطة بالنظام الغذائي مثل السمنة وارتفاع ضغط الدم.  في جنوب إفريقيا على سبيل المثال، بينما يعاني أكثر من 50٪ من بالجوع، يعاني النصف الأخر بزيادة الوزن أو السمنة المفرطة. وهناك بيانات محدودة فقط عن بلدان الجنوب الإفريقي الأخرى.